# 安南保護國
安南保護國（法語：Protectorat d'Annam）是法蘭西第三共和國於1884年在現今越南中部所建立的一個保護國，首府設於順化。越南人稱之為中圻（越南语：／），意思是「中部之土」。
中法戰爭後，清朝放棄自身對越南的宗主權，法國成為越南的保護國。法國殖民者將越南拆分為安南保護國（中圻）、東京保護領（北圻）兩部份。其中安南保護國為越南君主管轄的領地，法國派出中圻欽使對其進行保護。
1887年，安南保護國、東京保護領、柬埔寨保護國、法屬交趾支那殖民地共同組成法屬印度支那聯邦。
1948年，安南保護國歸越南臨時中央政府管轄，自此以後不復存在。